# Eligma overlaeti
Eligma overlaeti är en fjärilsart som beskrevs av Emilio Berio 1964. Eligma overlaeti ingår i släktet Eligma och familjen trågspinnare. Inga underarter finns listade i Catalogue of Life.